# National Cycle Network

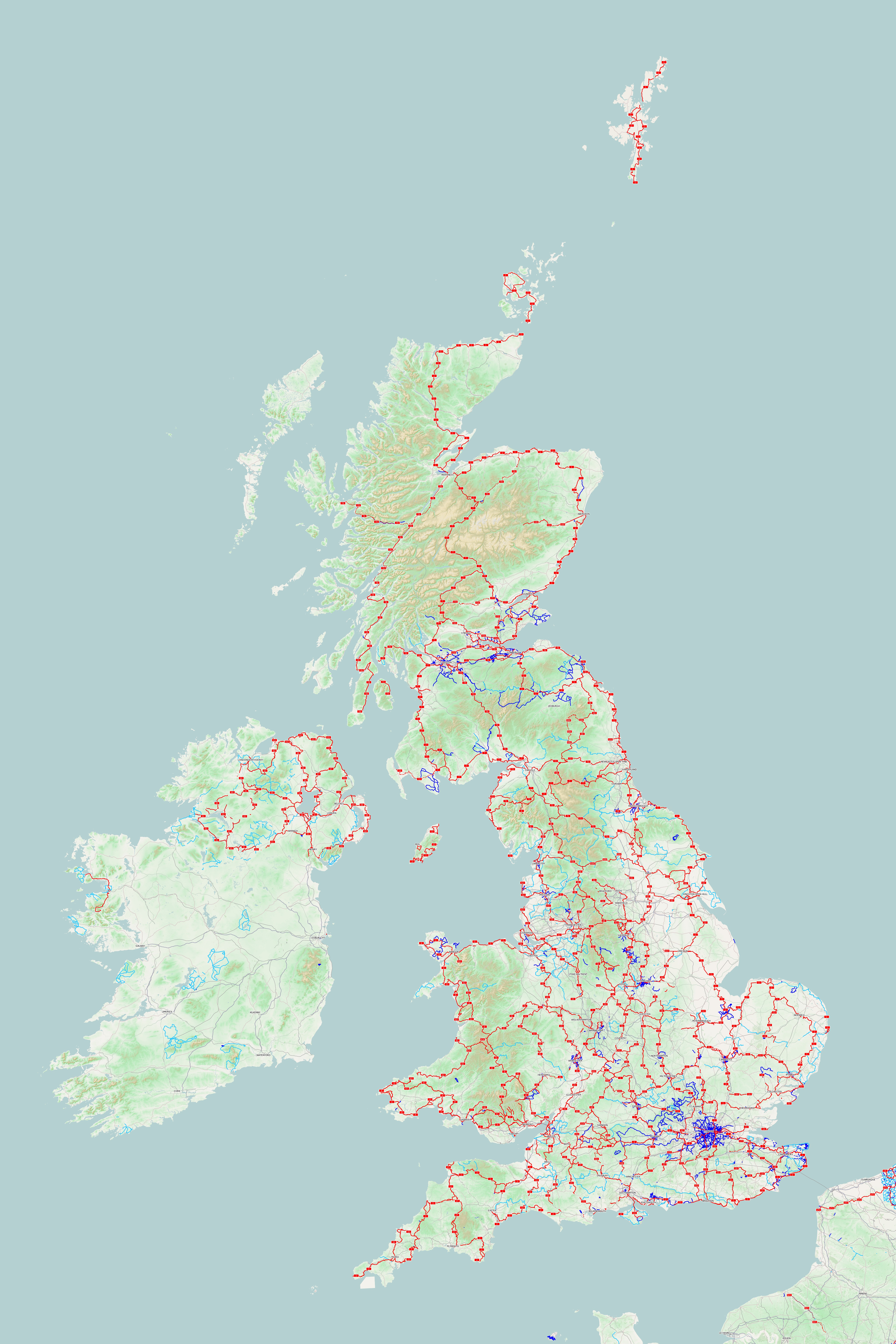
Das National Cycle Network auf einer Karte der OpenStreetMap

Das National Cycle Network (NCN) ist das nationale Radwegnetz des Vereinigten Königreichs Großbritannien und Nordirland.
Es wird von Sustrans verwaltet, einer gemeinnützigen Organisation mit Sitz in Bristol, die mit einer Spende von £ 42,5 Mio. von der National Lottery unterstützt wurde. Sustrans gehören allerdings nur etwa 2 % der Radwanderwege, die im Übrigen aus öffentlichen und halböffentlichen Wegen, mit Sustrans vereinbarten Wegerechten, stillgelegten Eisenbahnstrecken und Treidelwegen bestehen.
Der erste Radweg des Netzes war der von Sustrans zwischen 1979 und 1886 eingerichtete Bristol and Bath Railway Path. 2011 enthielt das Netz rund 20.000 km,  allerdings einschließlich von Straßen mit Autoverkehr. 2020 reduzierte Sustrans das Netz um alle Strecken mit Autoverkehr, auch um einige der beliebtesten Strecken, und um die wenig befahrenen, aber teilweise unübersichtlichen Strecken auf den Hebriden sowie um für unsicher befundene Wege. Danach hatte das Netz 2024 insgesamt 5158 Meilen (8300 km) Radwege ohne Autoverkehr.
Die Radwanderwege sind beschildert. Außerdem gibt es tausend gusseiserne Millennium Mileposts, die von vier Künstlern aus den vier Landesteilen geschaffen und von der Royal Bank of Scotland gestiftet wurden. Seit der Reduzierung des Netzes stehen sie teilweise aber an Wegen außerhalb des NCN.